# Списак епизода серије Саут Парк
Саут Парк је америчка анимирана ТВ серија коју су створили Треј Паркер и Мет Стоун. Серија је настала из кратког цртаног филма под називом „Дух Божића“. Почела је са емитовањем 13. августа 1997. године на мрежи Comedy Central. До краја 26. сезоне, укупно 328 епизода је емитовано (укључујући и специјале за Paramount+, тј. SkyShowtime у Србији); почетак 27. сезоне је најављен за 9. јул 2025.
Намењен за одраслу публику, Саут Парк је постао познат по свом сировом језику и црном, надреалном хумору који је пародија широког низа тема. Прича се врти око четири дечака—Стена Марша, Кајла Брофловског, Ерика Картмана и Кенија Макормика—и њихових бизарних авантура као и збивања унутар истоименог, измишљеног града у Колораду. Сматра се највише оцењеним програмом од свих са Comedy Central-а, а такође је и други најдуже приказивани програм на тој мрежи, иза The Daily Show.
Скоро свака епизода Саут Парка доступана је за бесплатно гледање у САД-у на званичном сајту емисије, SouthParkStudios.com Архивирано на веб-сајту  (14. април 2012). Серија није синхронизована на српски језик, али по две епизоде закључно са сезоном 19 су се свакодневно до 2019. емитовале са српским титловима, на локализацијама канала Комеди сентрал и Комеди сентрал екстра.

## Списак епизода
- Звездицом су означени специјали за Paramount+, односно SkyShowtime у Србији, који се сматрају епизодама серије.

### 1. сезона (1997–98)
- 1.
- 2.
- 3.
- 4.
- 5.
- 6.
- 7.
- 8.
- 9.
- 10.
- 11.
- 12.
- 13.

### 2. сезона (1998–99)
- 14.
- 15.
- 16.
- 17.
- 18.
- 19.
- 20.
- 21.
- 22.
- 23.
- 24.
- 25.
- 26.
- 27.
- 28.
- 29.
- 30.
- 31.

### 3. сезона (1999–2000)
- 32.
- 33.
- 34.
- 35.
- 36.
- 37.
- 38.
- 39.
- 40.
- 41.
- 42.
- 43.
- 44.
- 45.
- 46.
- 47.
- 48.

### 4. сезона (2000)
- 49.
- 50.
- 51.
- 52.
- 53.
- 54.
- 55.
- 56.
- 57.
- 58.
- 59.
- 60.
- 61.
- 62.
- 63.
- 64.
- 65.

### 5. сезона (2001)
- 66.
- 67.
- 68.
- 69.
- 70.
- 71.
- 72.
- 73.
- 74.
- 75.
- 76.
- 77.
- 78.
- 79.

### 6. сезона (2002)
- 80.
- 81.
- 82.
- 83.
- 84.
- 85.
- 86.
- 87.
- 88.
- 89.
- 90.
- 91.
- 92.
- 93.
- 94.
- 95.
- 96.

### 7. сезона (2003)
- 97.
- 98.
- 99.
- 100.
- 101.
- 102.
- 103.
- 104.
- 105.
- 106.
- 107.
- 108.
- 109.
- 110.
- 111.

### 8. сезона (2004)
- 112.
- 113.
- 114.
- 115.
- 116.
- 117.
- 118.
- 119.
- 120.
- 121.
- 122.
- 123.
- 124.
- 125.

### 9. сезона (2005)
- 126.
- 127.
- 128.
- 129.
- 130.
- 131.
- 132.
- 133.
- 134.
- 135.
- 136.
- 137.
- 138.
- 139.

### 10. сезона (2006)
- 140.
- 141.
- 142.
- 143.
- 144.
- 145.
- 146.
- 147.
- 148.
- 149.
- 150.
- 151.
- 152.
- 153.

### 11. сезона (2007)
- 154.
- 155.
- 156.
- 157.
- 158.
- 159.
- 160.
- 161.
- 162.
- 163.
- 164.
- 165.
- 166.
- 167.

### 12. сезона (2008)
- 168.
- 169.
- 170.
- 171.
- 172.
- 173.
- 174.
- 175.
- 176.
- 177.
- 178.
- 179.
- 180.
- 181.

### 13. сезона (2009)
- 182.
- 183.
- 184.
- 185.
- 186.
- 187.
- 188.
- 189.
- 190.
- 191.
- 192.
- 193.
- 194.
- 195.

### 14. сезона (2010)
- 196.
- 197.
- 198.
- 199.
- 200.
- 201.
- 202.
- 203.
- 204.
- 205.
- 206.
- 207.
- 208.
- 209.

### 15. сезона (2011)
- 210.
- 211.
- 212.
- 213.
- 214.
- 215.
- 216.
- 217.
- 218.
- 219.
- 220.
- 221.
- 222.
- 223.

### 16. сезона (2012)
- 224.
- 225.
- 226.
- 227.
- 228.
- 229.
- 230.
- 231.
- 232.
- 233.
- 234.
- 235.
- 236.
- 237.

### 17. сезона (2013)
- 238.
- 239.
- 240.
- 241.
- 242.
- 243.
- 244.
- 245.
- 246.
- 247.

### 18. сезона (2014)
- 248.
- 249.
- 250.
- 251.
- 252.
- 253.
- 254.
- 255.
- 256.
- 257.

### 19. сезона (2015)
- 258.
- 259.
- 260.
- 261.
- 262.
- 263.
- 264.
- 265.
- 266.
- 267.

### 20. сезона (2016)
- 268.
- 269.
- 270.
- 271.
- 272.
- 273.
- 274.
- 275.
- 276.
- 277.

### 21. сезона (2017)
- 278.
- 279.
- 280.
- 281.
- 282.
- 283.
- 284.
- 285.
- 286.
- 287.

### 22. сезона (2018)
- 288.
- 289.
- 290.
- 291.
- 292.
- 293.
- 294.
- 295.
- 296.
- 297.

### 23. сезона (2019)
- 298.
- 299.
- 300.
- 301.
- 302.
- 303.
- 304.
- 305.
- 306.
- 307.

### 24. сезона (2020–2021)
- 308.
- 309.
- 310. *
- 311. *

### 25. сезона (2022)
- 312.
- 313.
- 314.
- 315.
- 316.
- 317.
- 318. *
- 319. *

### 26. сезона (2023)
- 320.
- 321.
- 322.
- 323.
- 324.
- 325.
- 326. *
- 327. *
- 328. *